# André Abegglen
André "Trello" Abegglen (7 de marzo de 1909-8 de noviembre de 1944) fue un futbolista suizo que desempeñaba la demarcación de delantero. Durante su carrera deportiva jugó en distintos equipos suizos (FC Cantonal Neuchâtel, Grasshopper-Club Zürich, Servette FC, FC La Chaux-de-Fonds, entre otros) y en el equipo francés del FC Sochaux. Participó con la selección suiza en los mundiales de fútbol de 1934 y de 1938, jugando un total de 5 partidos.
En Francia con el Sochaux fue campeón de la liga en 1935, en el cual fue goleador con 30 goles en 28 partidos, y en 1938.
En el mundial del 1934 marcó 1 gol y en 1938, en octavos de final marcó tres goles a la selección alemana en el partido que finalizó 4 a 2.